# Josef Dietrich
Josef (Sepp) Dietrich (Hawangen, 28 mei 1892 – Ludwigsburg, 24 april 1966) was een Duitse SS'er.
Dietrich vocht in de Eerste Wereldoorlog in het Beiers leger en was daarna tot 1927 als politiefunctionaris in Beieren werkzaam. Van 1932 tot 1945 was hij voor de NSDAP lid van de Rijksdag. Adolf Hitler omschreef Dietrich vaak als de man van wie hij wenste dat hij ooit zijn zoon zou zijn geweest (iets soortgelijks zei Hitler echter ook van de Belgische SS'er Léon Degrelle). In 1933 kreeg Dietrich de opdracht om een nieuwe, voltijdse SS-eenheid te formeren. De belangrijkste taak van deze eenheid was Hitler persoonlijk te escorteren. Dit werd uiteindelijk de Leibstandarte-SS Adolf Hitler. Dietrich was van 1938 tot 1943 bevelhebber van deze SS-divisie.
Hij speelde aan het eind van de Tweede Wereldoorlog een belangrijke rol tijdens het Ardennenoffensief. Tijdens dat offensief was zijn belangrijkste speerpunt de Kampfgruppe Peiper. In het noordelijk gedeelte kwam deze groep het verst totdat zij zich moesten terugtrekken met achterlating van hun tanks wegens gebrek aan brandstof en met medeneming van al hun krijgsgevangenen. Tijdens de Duitse opmars in de Ardennen waren bij een kruispunt in de omgeving van Malmedy Amerikaanse krijgsgevangenen die zich al hadden overgegeven, door SS'ers zonder genade neergeschoten. 
Dit werd bekend als het Bloedbad van Malmedy. Na de oorlog werd, tijdens de Malmedy massacre trial in 1946, Joachim Peiper tot de strop en Dietrich tot levenslange gevangenisstraf veroordeeld.
Er hadden grove onregelmatigheden plaatsgevonden tijdens het vooronderzoek en daartegen kwam de Amerikaanse publieke opinie in opstand. Als gevolg daarvan, konden Dietrich en Peiper de gevangenis van Landsberg in 1957 'on parole' (erewoord) verlaten. De vasthoudendheid van een Amerikaanse advocaat, Willis Everett uit Atlanta (Georgia), heeft dit uiteindelijk bewerkstelligd.
Na zijn vrijlating uit de gevangenis nam hij actief deel aan de activiteiten van HIAG, een organisatie en lobbygroep van voormalige Waffen-SS-leden. Opgericht door voormalig hooggeplaatst Waffen-SS-personeel, voerde HIAG met succes campagne voor de juridische, economische en historische rehabilitatie van de Waffen-SS. In 1966 stierf Dietrich aan een hartaanval. 

## Karakter[17]
De Rijksleider Max Amann beschreef hem als: "ongemanierd en brutaal, maar een harde werker die zijn mannen goed beloonde". SS-Obergruppenführer Wilhelm Bittrich zei: "Ik heb ooit anderhalf uur besteed aan het proberen een situatie aan hem uit te leggen met behulp van een kaart. Het was behoorlijk nutteloos. Hij begreep er helemaal niets van". Generalfeldmarschall Gerd von Rundstedt beschreef Dietrich als: "Anständig, aber dumm!" (vrije vertaling: fatsoenlijk, maar dom!).

## Familie[3]
Op 17 februari 1921 trouwde Dietrich met Barbara Seidl (24 april 1896). Het huwelijk wat kinderloos bleef, werd in april 1937 weer ontbonden. In 1937 kreeg Dietrich een relatie met de 22-jarige Ursula Moninger (26 maart 1915 - 1983), de dochter van de bekende brouwer Heinrich Moninger uit Karlsruhe. Moninger was in 1935 getrouwd geweest met de SS-Gruppenführer Karl Brenner. Dietrich en Brenner bleven na de scheiding ook nog vrienden. Dietrich en Moninger kregen  drie zonen: Wolf-Dieter (1939), Lutz (20 maart 1943) en Götz-Hubertus (23 november 1944).

## Carrière
Dietrich bekleedde verschillende rangen in zowel de Allgemeine-SS als Waffen-SS. De volgende tabel laat zien dat de bevorderingen niet synchroon liepen.
| Datum                                                                  | Beiers leger       | Polizei                        | Allgemeine-SS           | Waffen-SS                            |
| ---------------------------------------------------------------------- | ------------------ | ------------------------------ | ----------------------- | ------------------------------------ |
| 18 oktober 1911                                                        | Freiwilliger       | —                              | —                       | —                                    |
| 1912                                                                   | Unteroffizier      | —                              | —                       | —                                    |
| 6 augustus 1914                                                        | Kriegsfreiwilliger | —                              | —                       | —                                    |
| 4 juni 1917                                                            | Vizewachtmeister   | —                              | —                       | —                                    |
| 1 oktober 1919                                                         | —                  | Polizei-Wachtmeister           | —                       | —                                    |
| 1920                                                                   | —                  | Polizei-Oberwachtmeister       | —                       | —                                    |
| oktober 1919                                                           | —                  | Leutnant der Landespolizei     | —                       | —                                    |
| 1923                                                                   | —                  | Oberleutnant der Landespolizei | —                       | —                                    |
| 1924                                                                   | —                  | Polizei-Hauptmann              | —                       | —                                    |
| 5 mei 1928                                                             | —                  | —                              | SS-Anwärter             | —                                    |
| 1 juni 1928                                                            | —                  | —                              | SS-Sturmführer          | —                                    |
| 1 augustus 1928                                                        | —                  | —                              | SS-Sturmbannführer      | —                                    |
| 18 november 1929                                                       | —                  | —                              | SS-Standartenführer     | —                                    |
| 11 juli 1930                                                           | —                  | —                              | SS-Oberführer           | —                                    |
| 18 december 1931                                                       | —                  | —                              | SS-Gruppenführer        | —                                    |
| 1 juli 1934 (met RDA van 1 juli 1934)                                  | —                  | —                              | SS-Obergruppenführer    | General der Waffen-SS                |
| Maart 1940 - 23 juni 1943 (met terugwerkende kracht vanaf 1 juli 1934) | —                  | —                              | SS-Obergruppenführer    | Panzer-General der Waffen-SS         |
| 1 augustus 1944 (met ingang en RDA van 20 april 1942)                  | —                  | —                              | SS-Oberst-Gruppenführer | Panzer-Generaloberst in de Waffen-SS |

## Lidmaatschapsnummers
- DAP (lid geworden 1923[4]), NSDAP-nr.: 89 015[22] (lid geworden 1 mei 1928[4][9][12])
- SS-nr.: 1 177[22] (lid geworden 5 mei 1928[9])

## Decoraties
Selectie:
- Ridderkruis van het IJzeren Kruis 4 juli 1940 als SS-Obergruppenführer en generaal in de Waffen-SS en Commandant van het Infanterie Regiment (motorisiert) "Leibstandarte SS Adolf Hitler"[20][25][26][27][9]
- Ridderkruis van het IJzeren Kruis met Eikenloof (nr. 41) op 31 december 1941 als SS-Obergruppenführer en generaal in de Waffen-SS en Commandant van de SS-Division "Leibstandarte SS Adolf Hitler" (mot.)[20][26][28][27][9]
- Ridderkruis van het IJzeren Kruis met Eikenloof, Zwaarden (nr. 26) op 14 maart 1943 als SS-Obergruppenführer en Generaal in de Waffen-SS en commandant van de 1. SS-Panzer-Division "Leibstandarte-SS Adolf Hitler"[20][26][29][27][9]
- Ridderkruis van het IJzeren Kruis met Eikenloof, Zwaarden en Briljanten (nr. 16) op 6 augustus 1944 als SS-Oberst-Gruppenführer en Panzer-generaloberst in de Waffen-SS en Bevelvoerend-generaal van de I. SS-Panzerkorps "Leibstandarte SS Adolf Hitler"[20][26][30][27][9]
- Herhalingsgesp bij IJzeren Kruis 1939, 1e Klasse[9] (25 september 1939) en 2e Klasse[9] (27 oktober 1939)[20][26][31][32][4]
- Bloedorde (nr. 10) in 9 november[26][33] 1933[31][31][4]
- Gouden Ereteken van de NSDAP in 1933[26][31] -1934[4]
- Gezamenlijke Piloot-Observatiebadge in Goud met Diamanten[4] in 1943[20][26][31]
- Silezische Adelaar, 1e en 2e graad in 1919[20] - 1921[4]
- Grootofficier in de Orde van Sint-Mauritius en Sint-Lazarus op 4 mei 1938[4]
- Grootkruis in de Orde van de Italiaanse Kroon[20][4]
- Grootofficier in de Militaire Orde van Savoye[4]
- Grootkruis in de Orde van de Kroon van Roemenië met Zwaarden[4] op 16 juli 1942[26][4]
- Strijdwagen-Herinneringsinsigne in zilver[9] in 1921

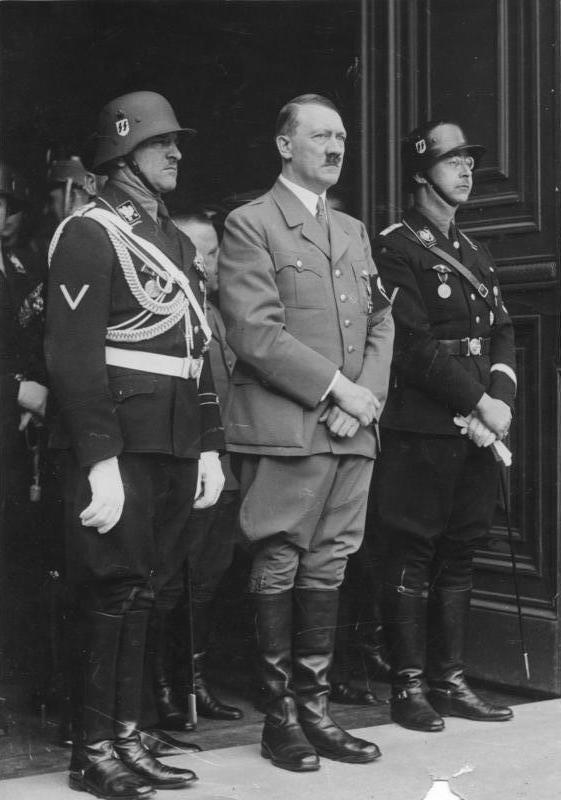
V.l.n.r. Sepp Dietrich, Adolf Hitler en Heinrich Himmler (1937)
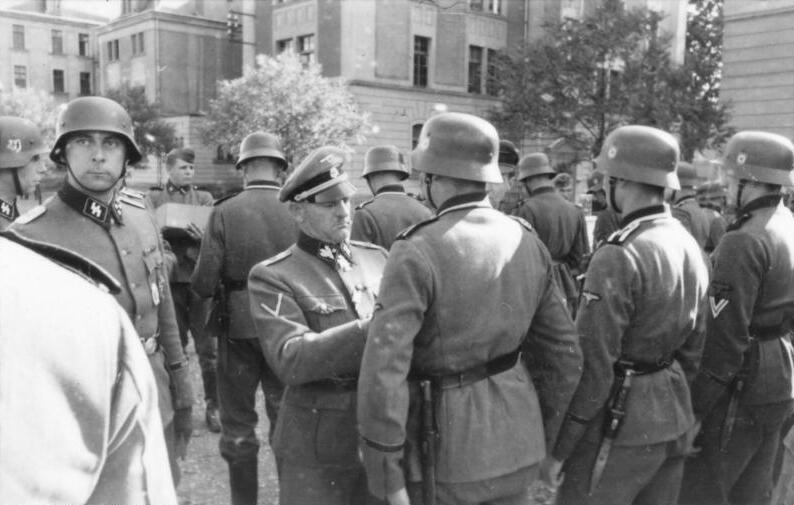
Dietrich decoreert manschappen in Metz, Frankrijk (1940)
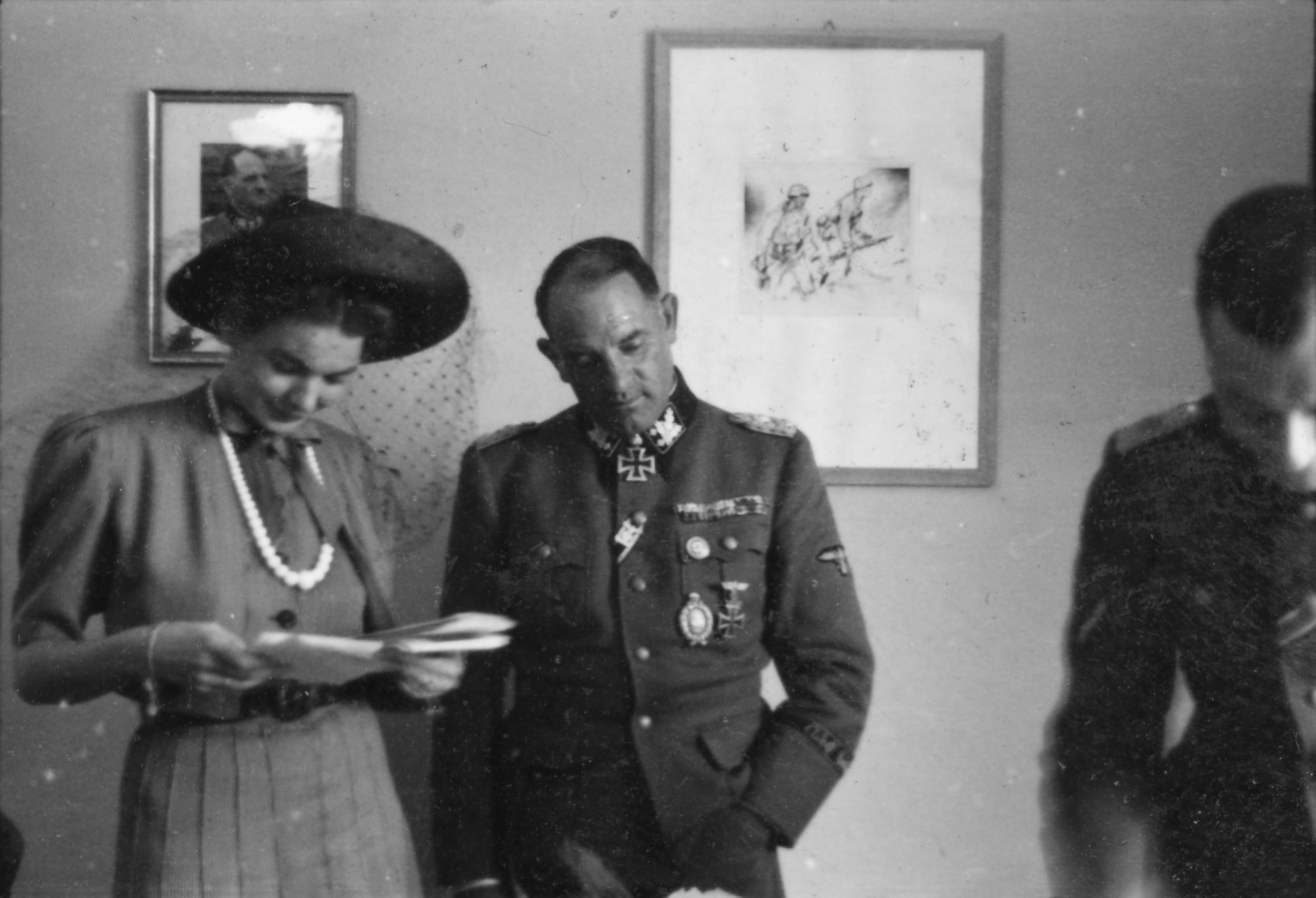
Sepp Dietrich met zijn vrouw (1942)
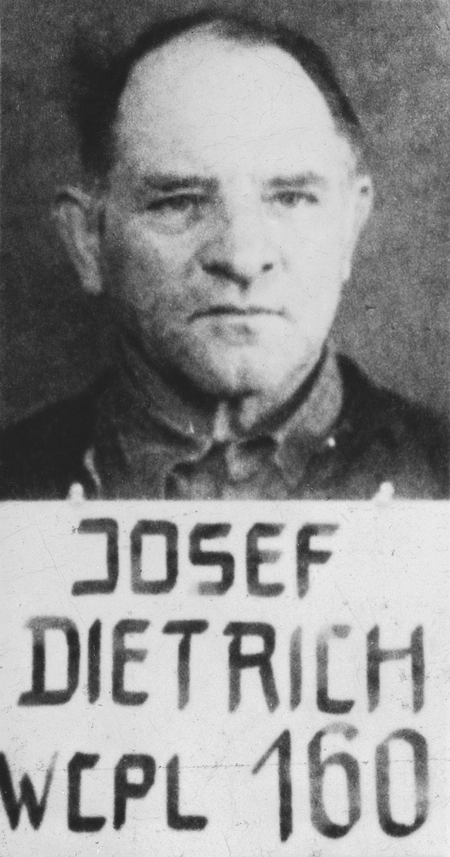
Josef (Sepp) Dietrich in geallieerde krijgsgevangenschap (1946)

- Bibliothèque nationale de France: cb12201816m (data)
- Gemeinsame Normdatei: 11888932X
- International Standard Name Identifier: 0000 0001 1461 0430
- Library of Congress Control Number: n86036393
- National Archives and Records Administration: 10571334
- Nationale Bibliotheek van Tsjechië: jn20000720059
- Nationale Bibliotheek van Israël: 987007260462005171
- Nationale Bibliotheek van Polen: a0000001219902
- Nederlandse Thesaurus van Auteursnamen: 07380861X
- LIBRIS: 286038
- SNAC: w6q97gwj
- Virtual International Authority File: 48241833
- WorldCat: E39PBJpjbF4HjxRJTB8mhPkxDq